# Сочи (Борка)
Сочи (рум. Soci) насеље је у Румунији у округу Њамц у општини Борка. Oпштина се налази на надморској висини од 571 m.

## Становништво
Према подацима из 2002. године у насељу је живело 917 становника, од којих су сви румунске националности.